# Замок Аркарт
Замок Аркарт інша назва замок Уркхарт (Urquhartⓘ; шотл. гел. Caisteal na Sròine; англ. Urquhart Castle) — руїни шотландського замку 13 століття. Замок є однією з головних історичних пам'яток Шотландії.

## Розташування
Замок Аркарт розташований на березі відомого озера Лох-Несс в області Гайленд. У 21 км на північний захід від міста Інвернесс, за 2 км на схід від села Дромнадрохіт.

## Архітектура
Замок Аркарт складається з донжона (F) та передових укріплень. На плані Замок Аркарт більше схожий на неправильну букву В. На високому скелястому пагорбі розташований Верхній двір (Upper Bailey) (J).

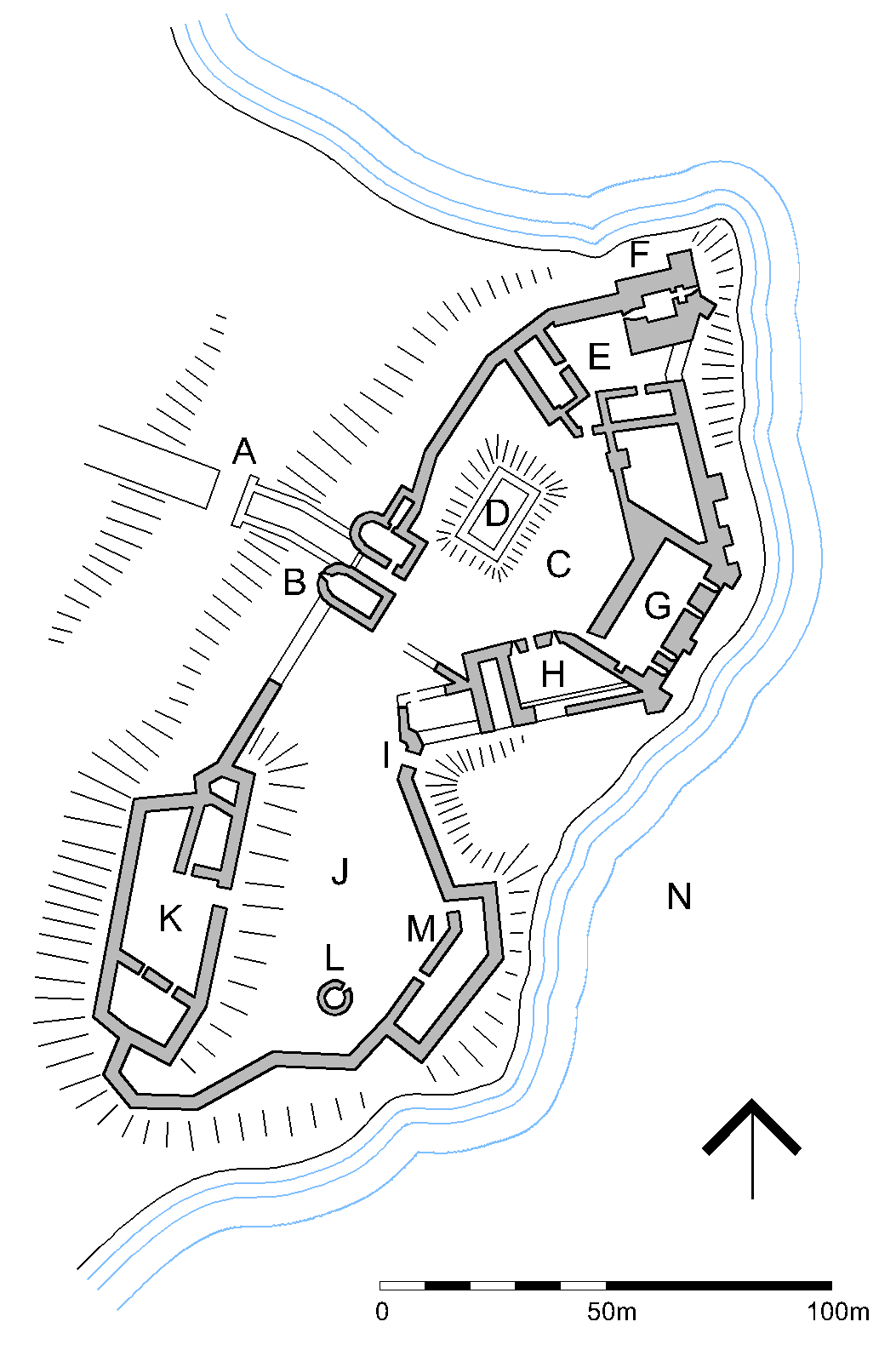

 Від нього залишилося не так багато, тому в даний момент складно припустити як він виглядав насправді, проте історики впевнені, що саме тут були побудовані укріплення піктів. Археологи знайшли тут оплавлений пісок, це свідчить про те, що укріплення були не раз спалені та побудовані знову.
Нижній двір (Nether Bailey) (C) був побудований за участю сім'ї Комина. Швидше за все господарські будівлі перебували тут і до цього, однак саме Комини побудували мури. Також припускають, що в будівництві замку брав участь відомий архітектор — Майстер Джеймс із Сен-Джорджа, який будував замки для Короля Едуарда I в. Уельсі. На користь цього говорить вигляд бокових веж головної брами (B). До XV ст. життя в замку перемістилося в Нижній двір (Nether Bailey) (C). Із заходу Нижній двір (C) захищений ровом висіченим в скелях, який сягає місцями до 30 м у ширину, а висота його — 5 м.
Від брами (B) залишився тільки перший поверх, хоча спочатку висота сягала 4 поверхів. Вхід був захищений ґратами та двома дерев'яними дверима. На першому поверсі веж розташовані невеликі приміщення. У південній вежі знаходилася сушарка для зерна, а північна була вартовою. До останньої була прибудована вузька тюремна камера. Над приміщенням тюремної камери на першому поверсі північної вежі розташовувалася пральня та туалет коменданта фортеці. Ліворуч від брами замку знаходяться залишки невідомої будівлі (D). Імовірно це каплиця, проте стіни будівлі орієнтовані не по сторонах світу, що викликає суперечки істориків. Відразу навпроти брами знаходяться кухня (H), Головний зал і палати (G).

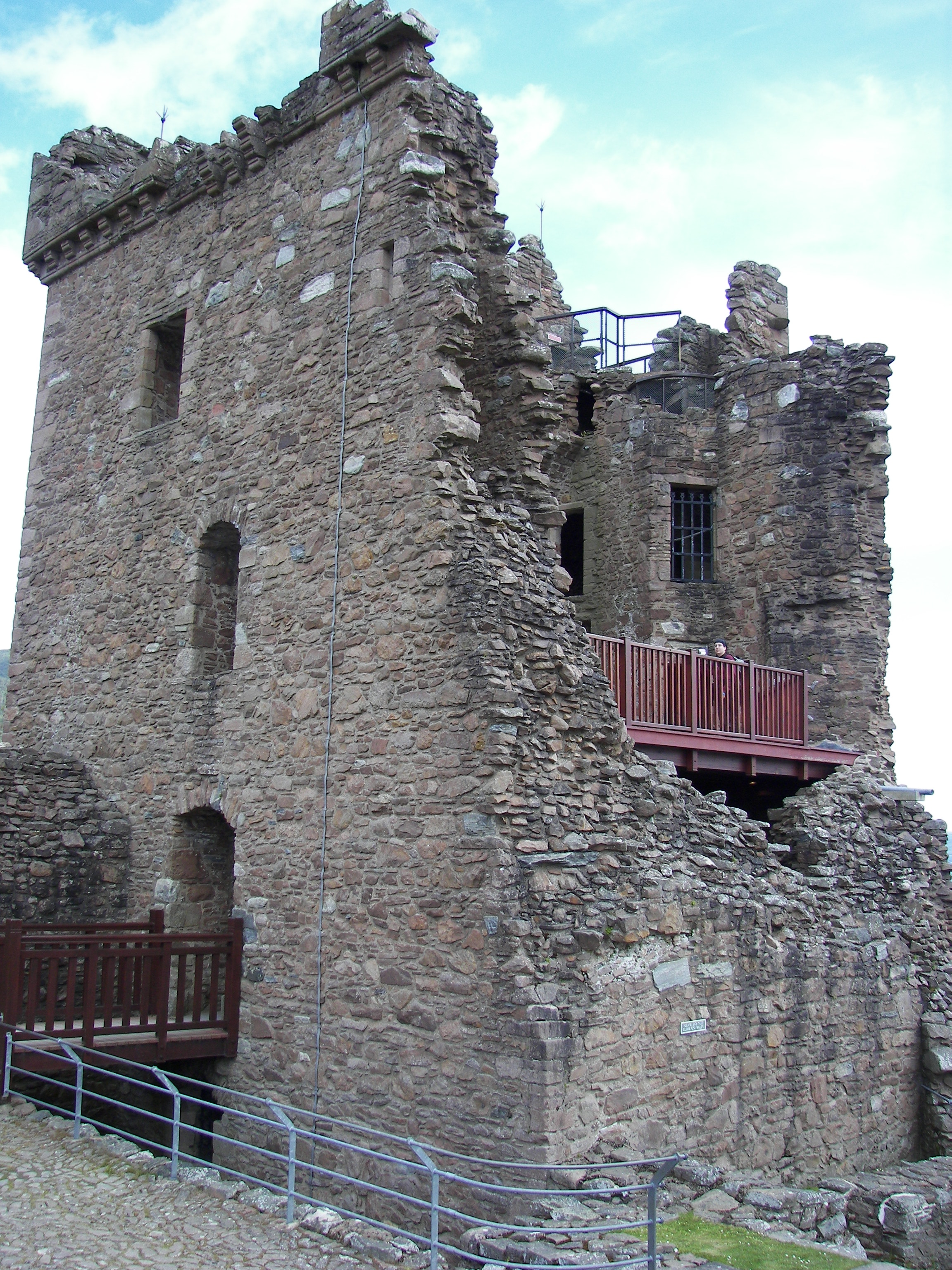
Донжон замку

### Донжон
Ліворуч від брами, за руїнами каплиці, знаходиться донжон замку (F). Він цікавий тим, що побудований як замок в мініатюрі, маючи навіть свій маленький внутрішній двір, який відділений стінами та ровом від решти частини замку. Споруду донжона відносять до початку XVI століття. Мабуть, до цього часу замок обмежувався тільки донжоном, на будівництво якого могли піти залишки стін Верхнього двору.
Донжон складається з 5 поверхів. Вхідні двері з внутрішнього двору веде відразу на другий поверх. Тут розташовувалася їдальня і місце для зустрічі гостей. Приміщення освітлювалося двома великого розміру вікнами, а в південній стіні знаходився камін. Вузькі спіральні сходи ведуть вниз в підвал і до укріпленої задніх дверей. Другі спіральні сходи ведуть на верхні поверхи. Третій поверх був швидше за все особистим кабінетом лорда, бувши одночасно і спальнею. Це приміщення також добре освітлювалося і, мабуть, обігрівалося теж каміном, який не зберігся. На четвертому поверсі розташовувалися спальні. На верхньому поверсі було горище, а в кожному куту донжона чотири вежі, в кожній з яких — свій камін. Під час облоги вони забезпечували додатковий захист донжона.

## Історія замку
У другій половині VI століття Святий Колумба вирушив з візитом до короля піктів Бруде I. Ця подорож описано в рукописі Адомнана, біографа Святого Колумба, при цьому згадується річка Несс і зустріч з чудовиськом. А також замок Airchartdan, яким володів знатний пікт Емхат. Знатного пікта Емхата з усім сімейством Святий Колумба навернув у християнство. Поблизу сучасних руїн замку Аркарт була знайдена піктська прикраса, яка датується приблизно цим періодом часу. Таким чином, можна припустити, що Аркарт існував уже тоді. Правда, нічого від замку тих часів не залишилося.

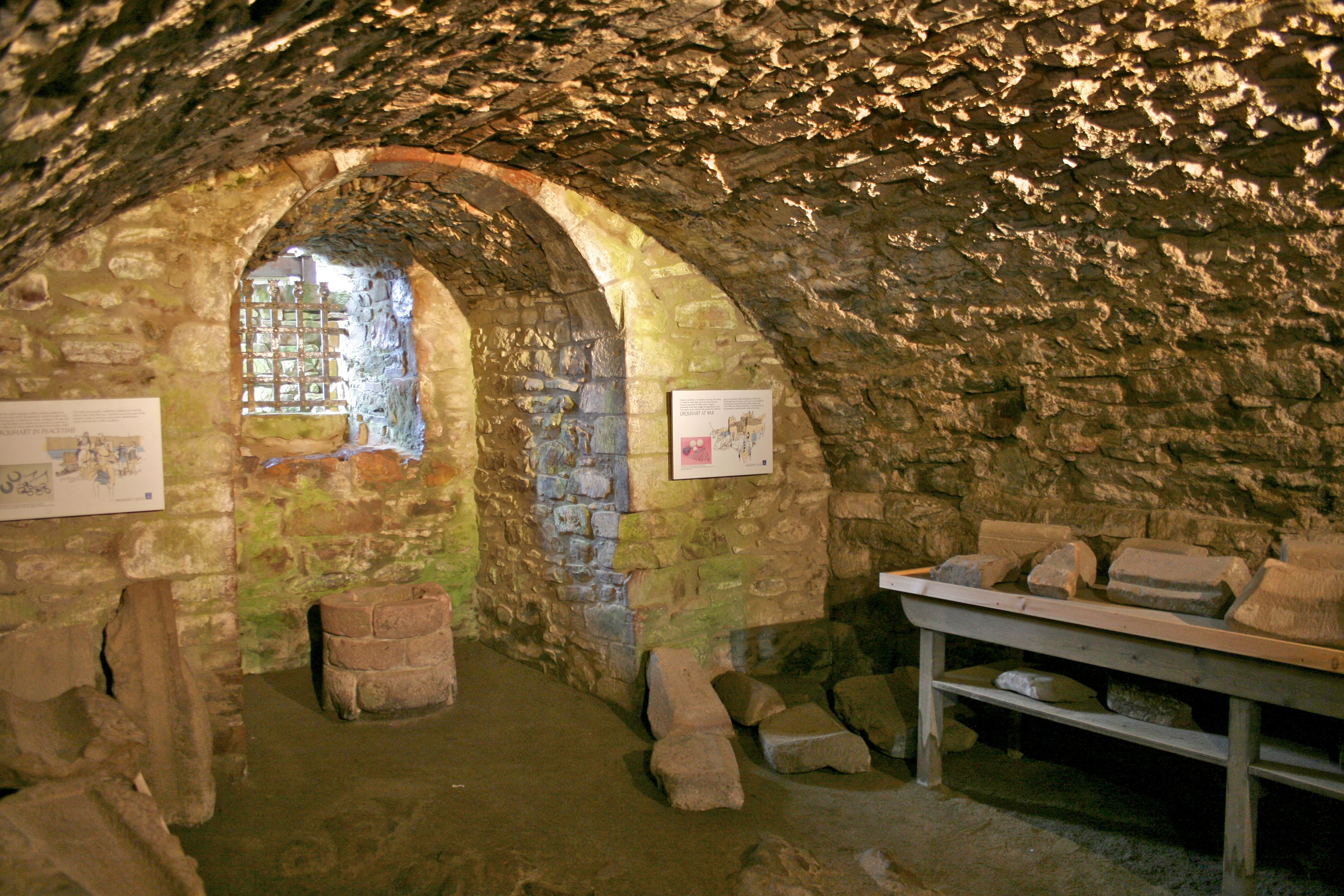

У 1228 році відбулося чергове повстання в провінції Морей. Ініціаторами повстання були МакВільямси, які теж були королівської крові, цей клан походить від Вільгельма, графа Морі, сина короля Дункана II. Після придушення повстання король Олександр II віддав територію біля озера Лох-Несс Алану Дорварду. Алан Дорвард походив із знатної родини, носив звання юстіціарія Шотландії. Невеликий період часу Алан Дорвард носив титул графа Атолл. В 1244 року Дорвард одружився з позашлюбною дочкою короля Олександра II. Алан Дорвард, отримавши землю в 1230 році, побудував на ній замок Аркарт.
У 1275 році Алан Дорвард помер. Незважаючи на його заслуги перед королем, замок Аркарт був наданий Олександром III Джону Комину, лорду Баденох. Але Комини володіли Аркартом недовго. У 1296 році замок, одним з перших в Шотландії, взяли війська Едуарда I. Мабуть тому, що лорди Баденох були прихильниками короля Джона Баліоля, Джон II Чорний Комин був його зятем.
Комендантом замку англійці призначили сера Вільям Фіц Воррен. Однак в Морей майже відразу почалося повстання. В 1297 року лідера повстанців сер Ендрю Морей двічі облягав Аркарт. З другої спроби замок було взято.
У 1303 році англійці знову відбили Аркарт. Так як Комини тепер підтримували Едуарда I, замок був повернений їм, але не Джону III Червоному, а Олександру Комину, шерифу Абердина. Олександр помер в 1305 році, хто володів замком — після цього незрозуміло, можливо, його єдина дочка Аліса. Але в 1308 році Роберт I Брюс замок забрав під руку корони, а всіх залишилися в живих Комінів відправив у заслання.

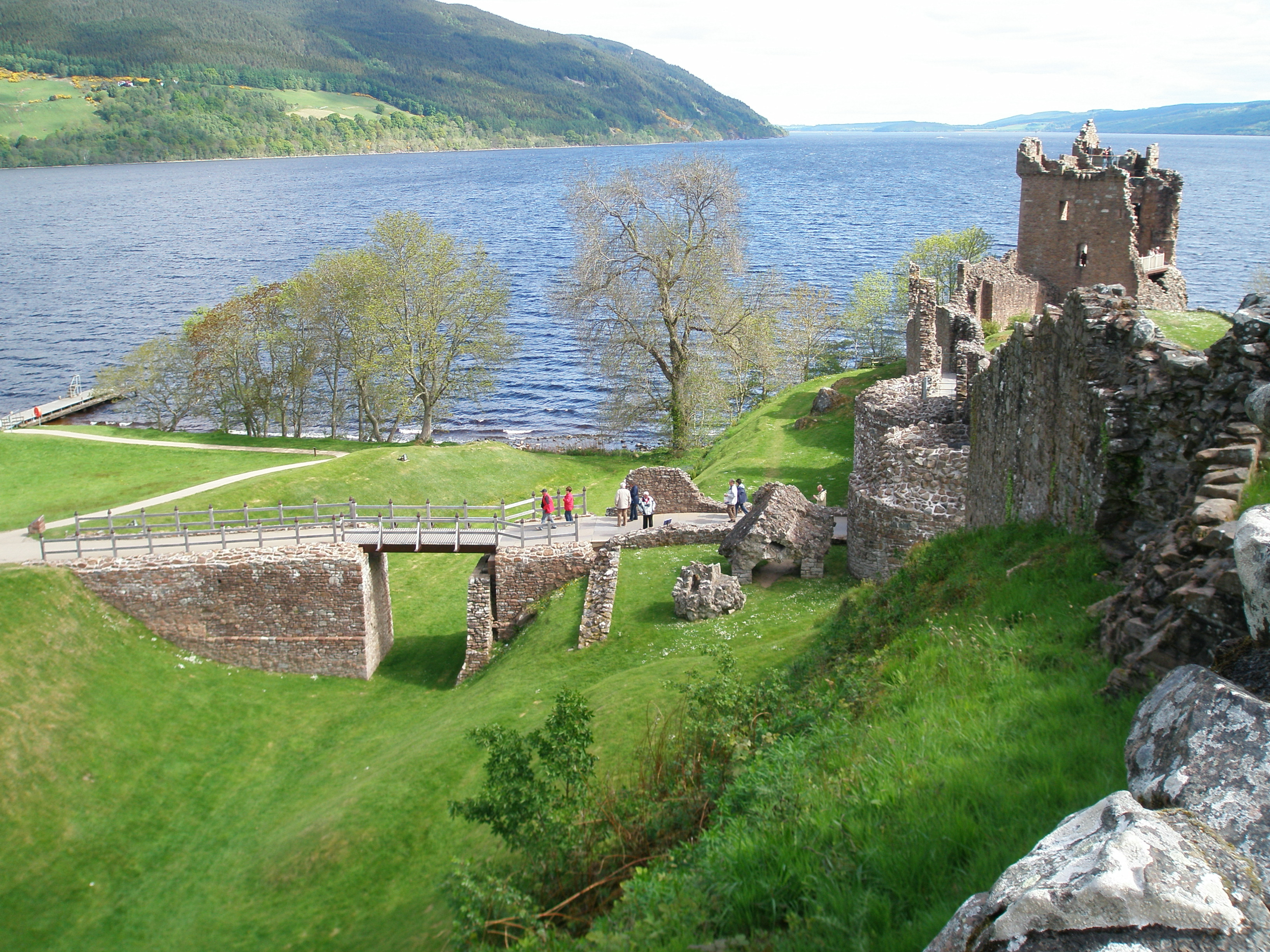
Міст в замок

У 1314 році замок був переданий Томасу Рендолфу. Томас Рендолф помер в 1332 році, в тому ж році в битві при Дапплін Мор загинув його старший син Томас. Молодший, Джон, 3-й граф Морей загинув у битві при Невіллс-Кросс у 1346 році, і Аркарт разом з усім графством повернувся під управління корони.
Королем Давидом II було зроблено ремонт та зміцнення Аркарта. Комендантом замку в цей час був призначений ще 1-м графом Морей в 1329 лицар сер Роберт Лаудер сеньйор Кварелвуд, колишній юстіціарій північної Шотландії. Після відходу сера Роберта на пенсію в 1359 році, комендантом став його онук Роберт Чісголм, котрий також став згодом юстіціарієм північної Шотландії, а також шерифом Інвернесса.
У 1395 році в регіоні почався терор клану Макдональд, нащадки Сомерледа, володаря Королівства Островів. У 1266 році згідно Пертської угоди острови були приєднані до Шотландії на правах автономії. 1299 року правителем Кінтайру та південної частини Гебридських островів став Ангус Оґ, котрий надав значну підтримку Роберту Брюсу в його боротьбі спочатку за владу, а потім за незалежність Шотландії. Загін Макдональдів під проводом Ангуса Оґа відіграв значну роль в битві при Баннокберні. Інша лінія нащадків Сомерледа, МакДугалли, навпаки виступали проти Брюса, і були розбиті, їх землі передані Ангусу Оґові. Таким чином, він став найбільшим бароном в західній Шотландії. Його син Джон проголосив себе Лордом Островів. Під час Другої війни за незалежність Шотландії Джон МакДональд відмовився допомагати Давиду II, тим самим проігнорувавши обов'язки васала перед сеньйором.
В 1394 померла Євфимія, графиня Росс, а лорд Островів Дональд МакДональд був одружений з її дочкою, тому пред'явив свої претензії на замок. У 1395 році Дональд взяв Аркарт. Потім він напав на Росс, взяв Інвернесс і просунувся мало не до самого Абердина. Але в битві при Гарлоу горяни не змогли домогтися остаточної перемоги над королівськими військами. Ніби й перемогли, але армію супротивника не знищили, а самі знекровились так, що змушені були переможний похід перервати і повернутися. Чим і скористався регент Шотландії герцог Олбані і встановив контроль над Россом. Мабуть, десь в цей час Макдональд втратили і Аркарт.
Аж до 1493 тривала справжня війна між лордами Островів та королівським домом Стюартів. Принаймні один раз, у 1451 році МакДональдам вдалося знову захопити замок Аркарт, але ненадовго. Поступово Стюарти ставали сильнішими. У 1490 році був убитий Агнус Оґ, син останнього лорда Островів Джона II. Армія почала перетворюватися на окремі диверсійні групи. В 1493 році король Джеймс IV встановив контроль над всією Шотландією, позбавив Джона МакДональда титулу лорда Островів і відправив його на пенсію.

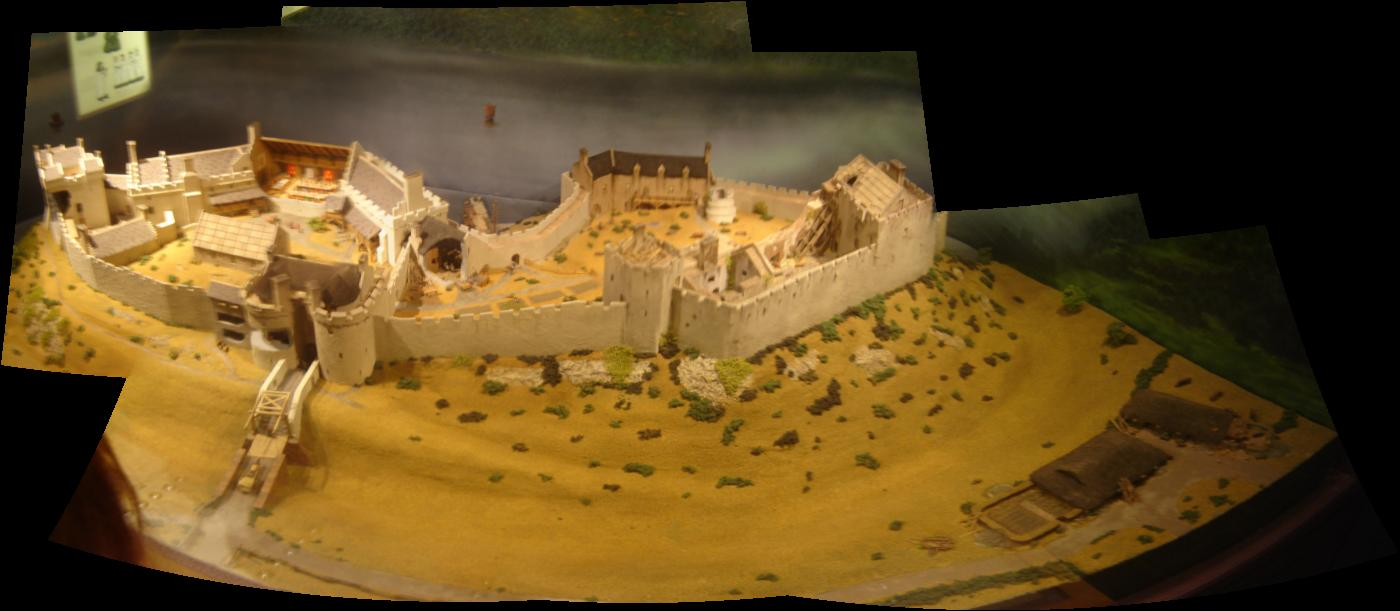
Модель замку

1479 року комендантом Аркарта був призначений сер Дункан Грант, лорд Фріч з клану Грантів. У 1509 році його онукові Джону Гранту були подаровані у володіння землі Аркарт та Гленморістон, в тому числі і замок Аркарт, з умовою провести ремонт замку та побудувати донжон. Однак Макдональд, хоча і втратили силу, до кінця не заспокоїлися, періодичні напади на землі Аркарта були справою звичайною і регулярним. Так що до будівництва донжона добрався вже його син, Джеймс Грант в 1545 році. Побудована ним вежа збереглася до цих пір, хоча і в дещо пошкодженому вигляді.
У 1644 році замок був атакований групою ковенанторів, прихильників пресвітеріанської церкви, і був повністю розграбований.
Останній раз замок був обложений в 1689 році. 300 горян, прихильників Вільяма III, під командуванням капітана Гранта відбивали атаки вдвічі більшого загону якобітів. Облога тривала три роки, у 1692 році захисники Аркарта, розуміючи, що далі триматися не зможуть, підірвали укріплення замку і покинули його.
Замок так і стояв довгий час занедбаним. Місцеві мешканці потихеньку розтягували камені, використовуючи їх як будівельного матеріалу. Донжон ще трималася деякий час, поки ураган у 1715 році не обрушив його стіну.
У 1913 році держава субсидіювала реставраційні роботи, замок був хоч і не відновлений в колишній своїй величі, проте був приведений у більш-менш пристойний вигляд.

## Туризм

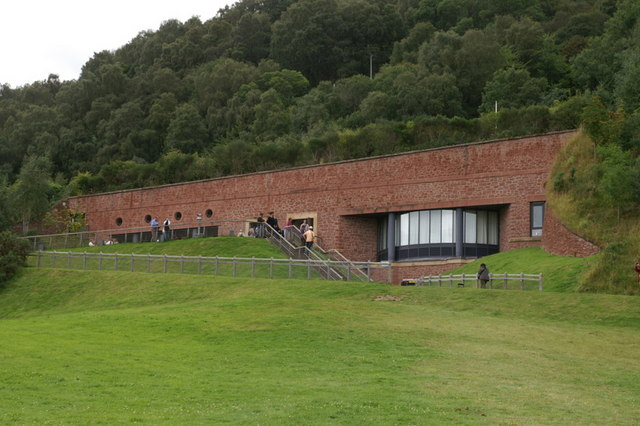
Urquhart Castle Visitor Centre

Замок є одним з найбільш привабливих місць Шотландії серед туристів. Щорічно сюди приїжджає близько 290 тисяч відвідувачів. У 2013 році Аркарт відвідало 310 446 осіб, що є рекордом для замку.
Замок відкритий для відвідування весь рік, за винятком 25 і 26 грудня. Для відвідування 1 та 2 січня необхідно уточнити у адміністрації.
- Літо: з 1 квітня по 30 вересня з понеділка по неділю з 9.30 до 18.00;
- Зима: з 1 жовтня по 31 березня з понеділка по неділю з 9.30 до 17.00.

В околицях замку знімався фільм Біллі Вайлдера «Приватне життя Шерлока Холмса».
У 1994 році Historic Scotland запропонувала збудувати новий центр для відвідувачів та автостоянку, щоб полегшити проблеми паркування. Нова будівля втоплена в насип нижче дороги, із місцем для паркування на даху будівлі. Центр для відвідувачів (англ. Urquhart Castle Visitor Centre) має кінотеатр, ресторан та крамницю. У замку можна проводити весільні церемонії.

## Галерея

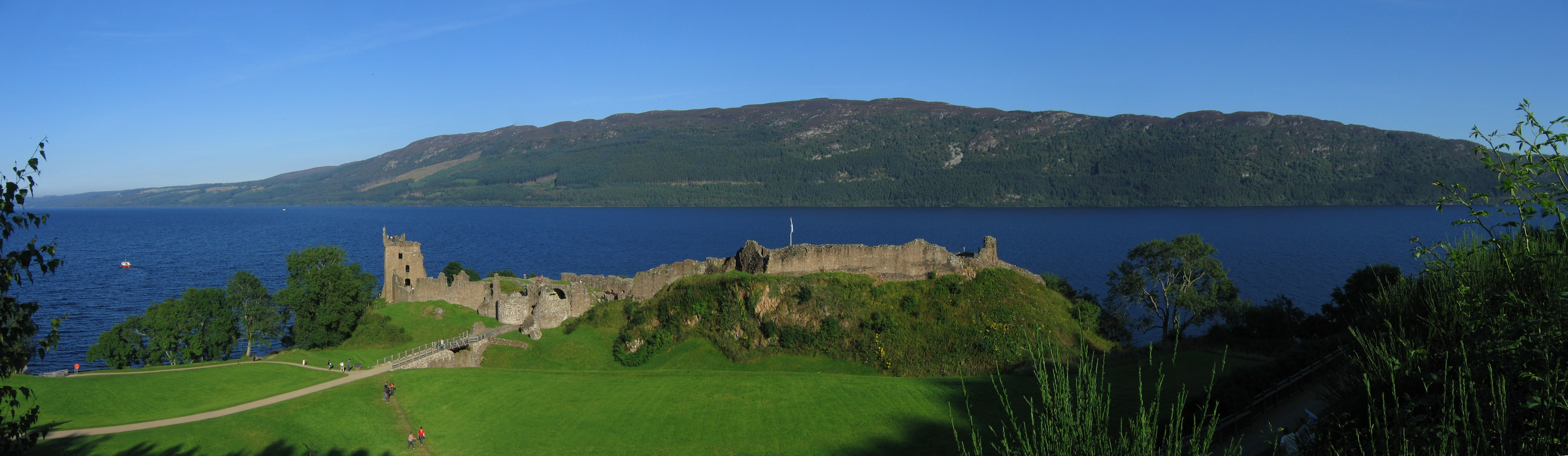

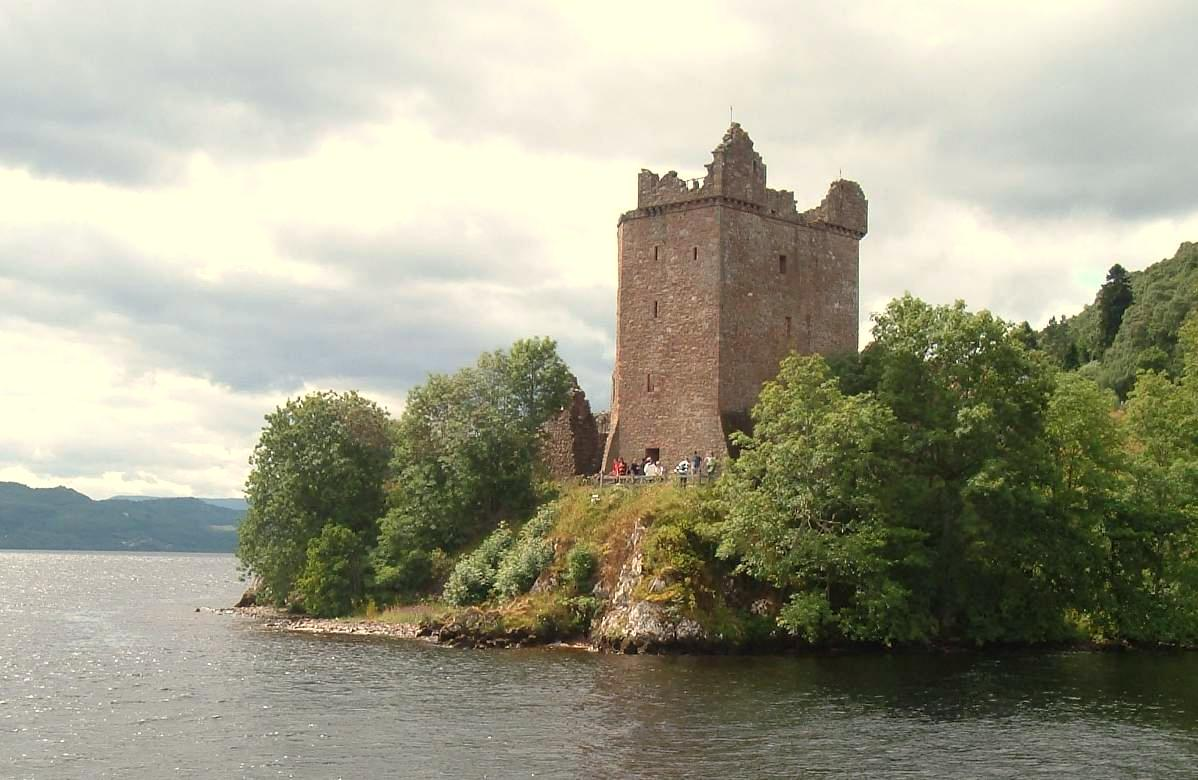
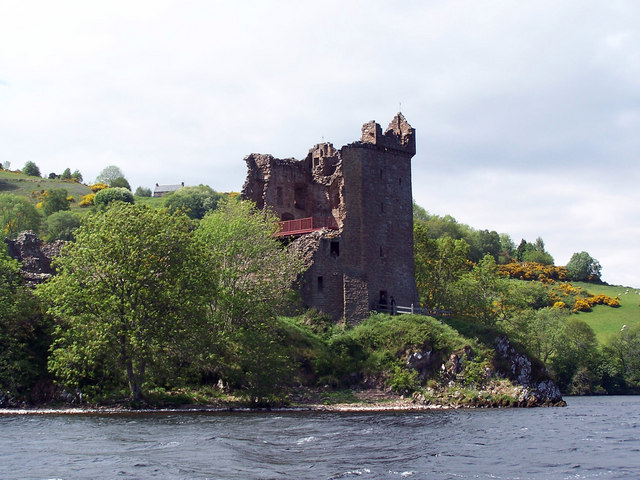
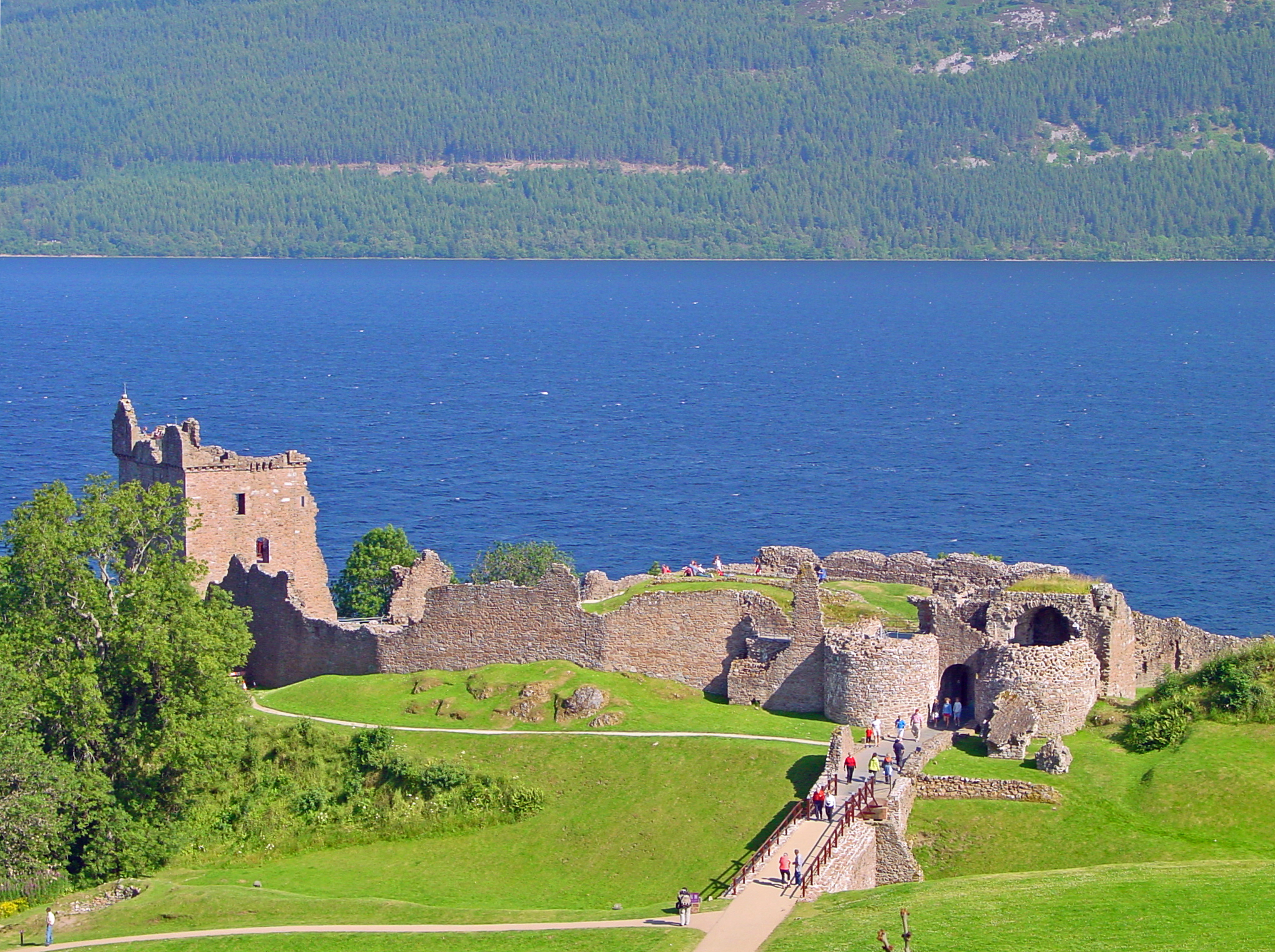
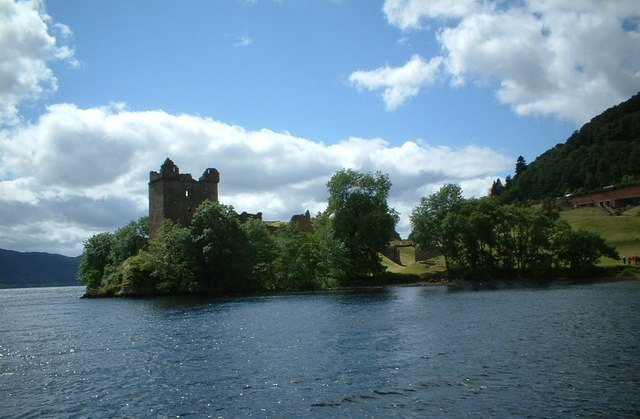
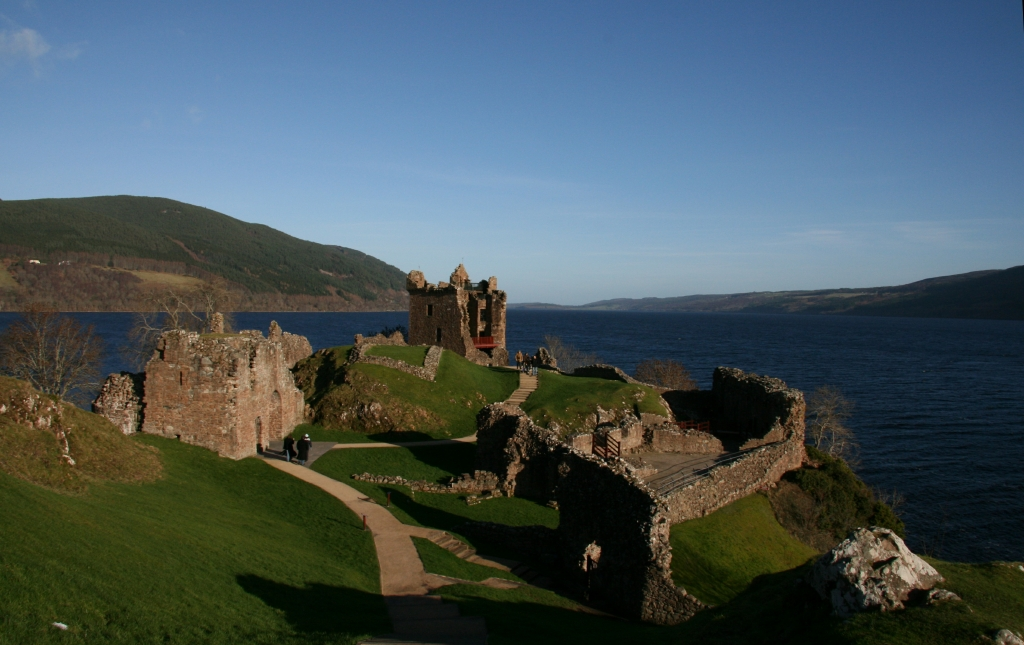
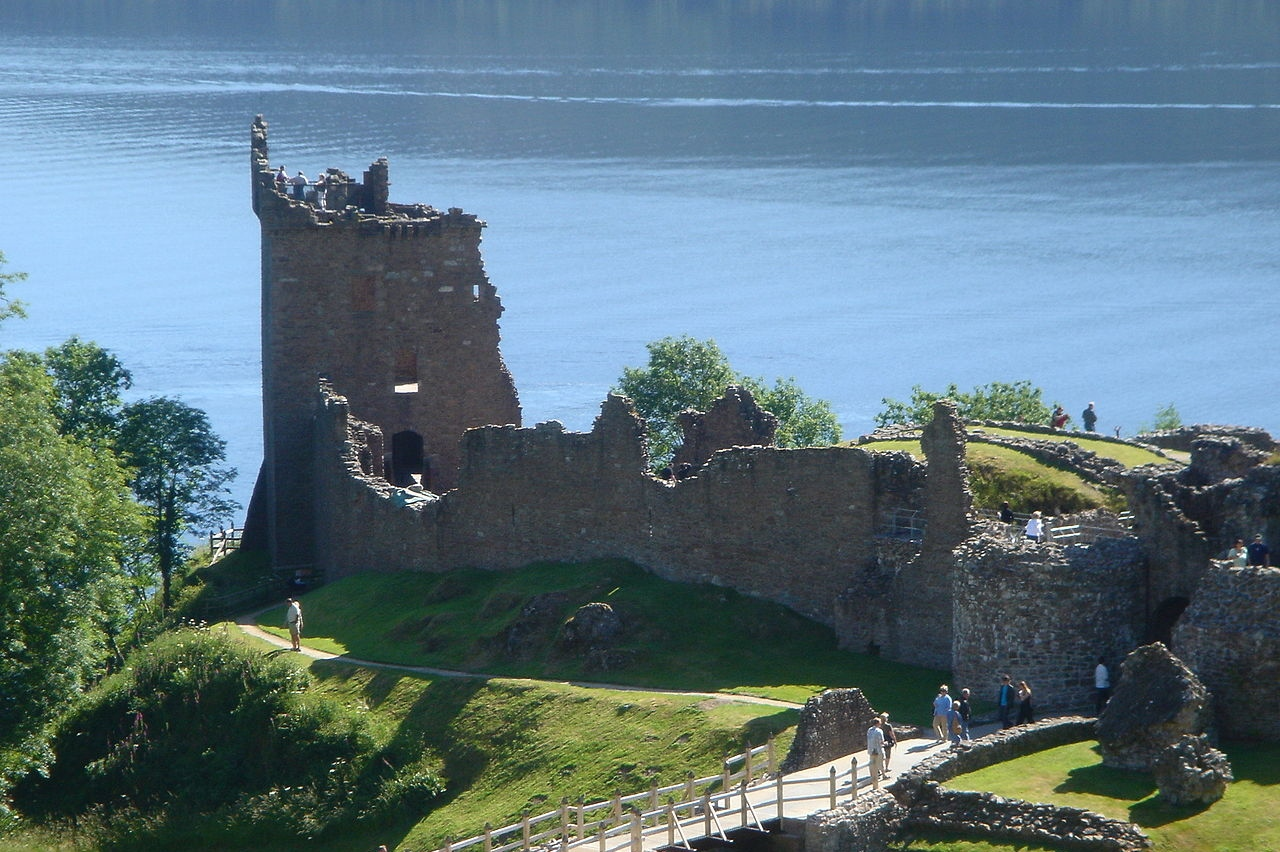
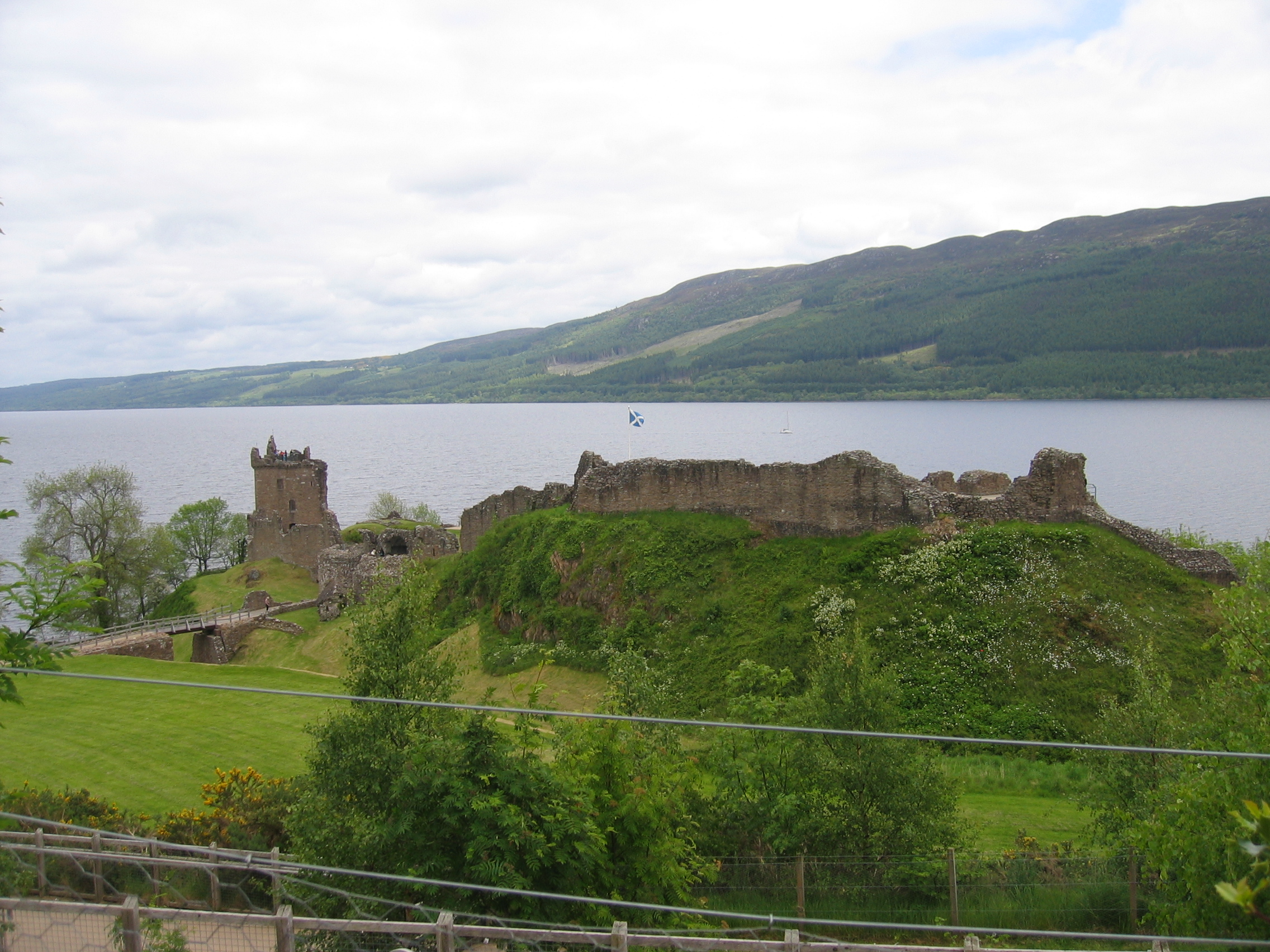
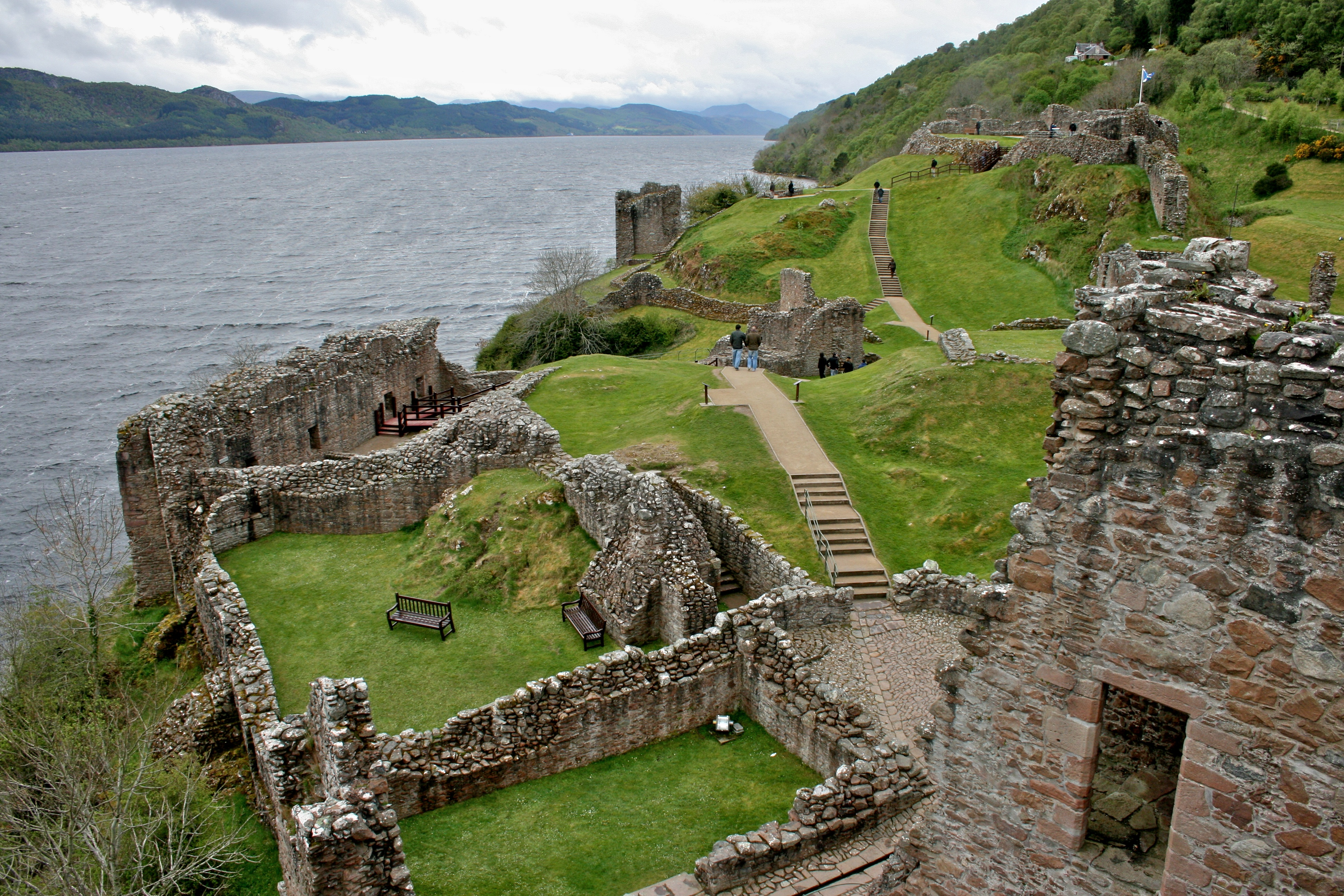
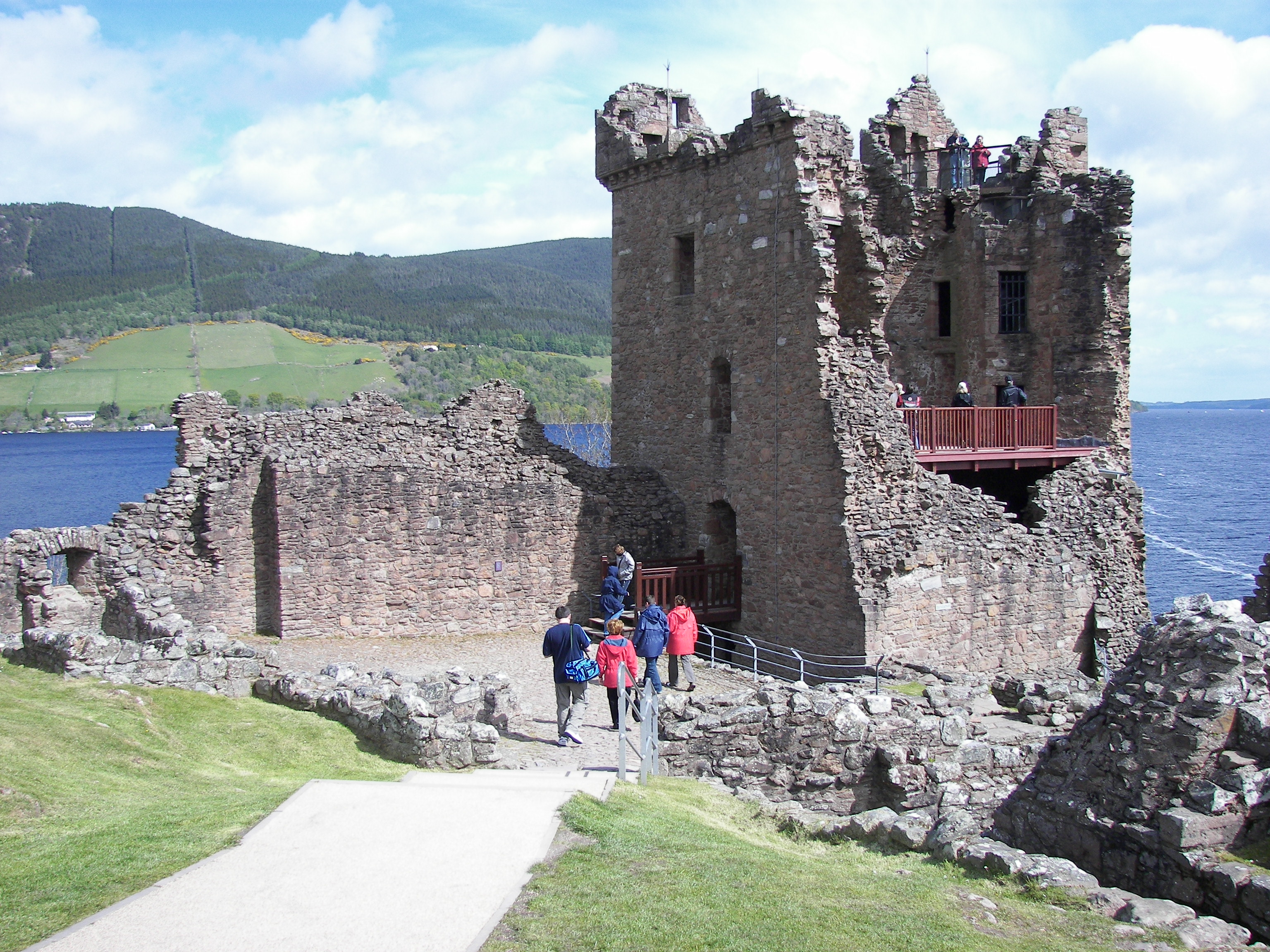
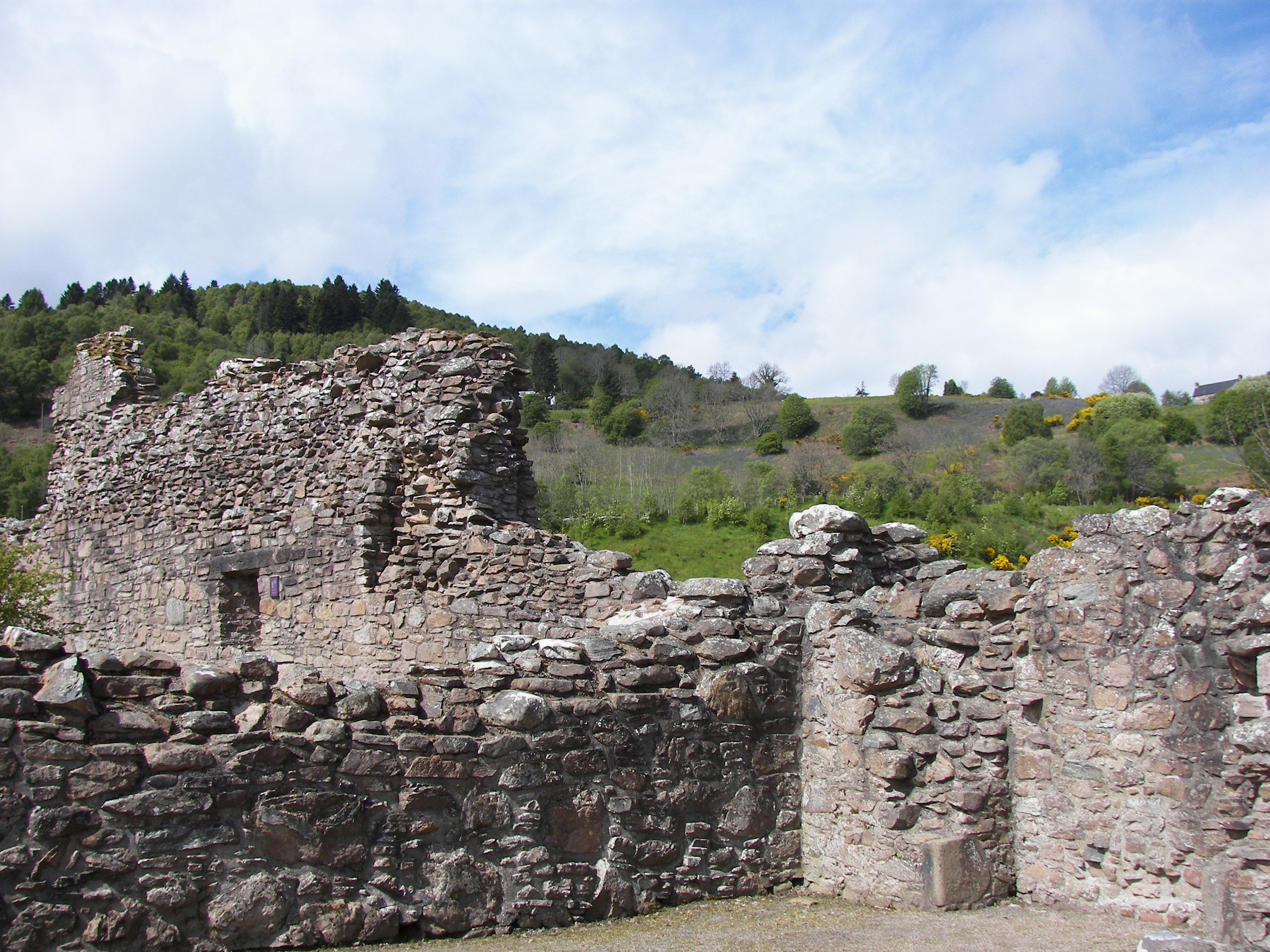
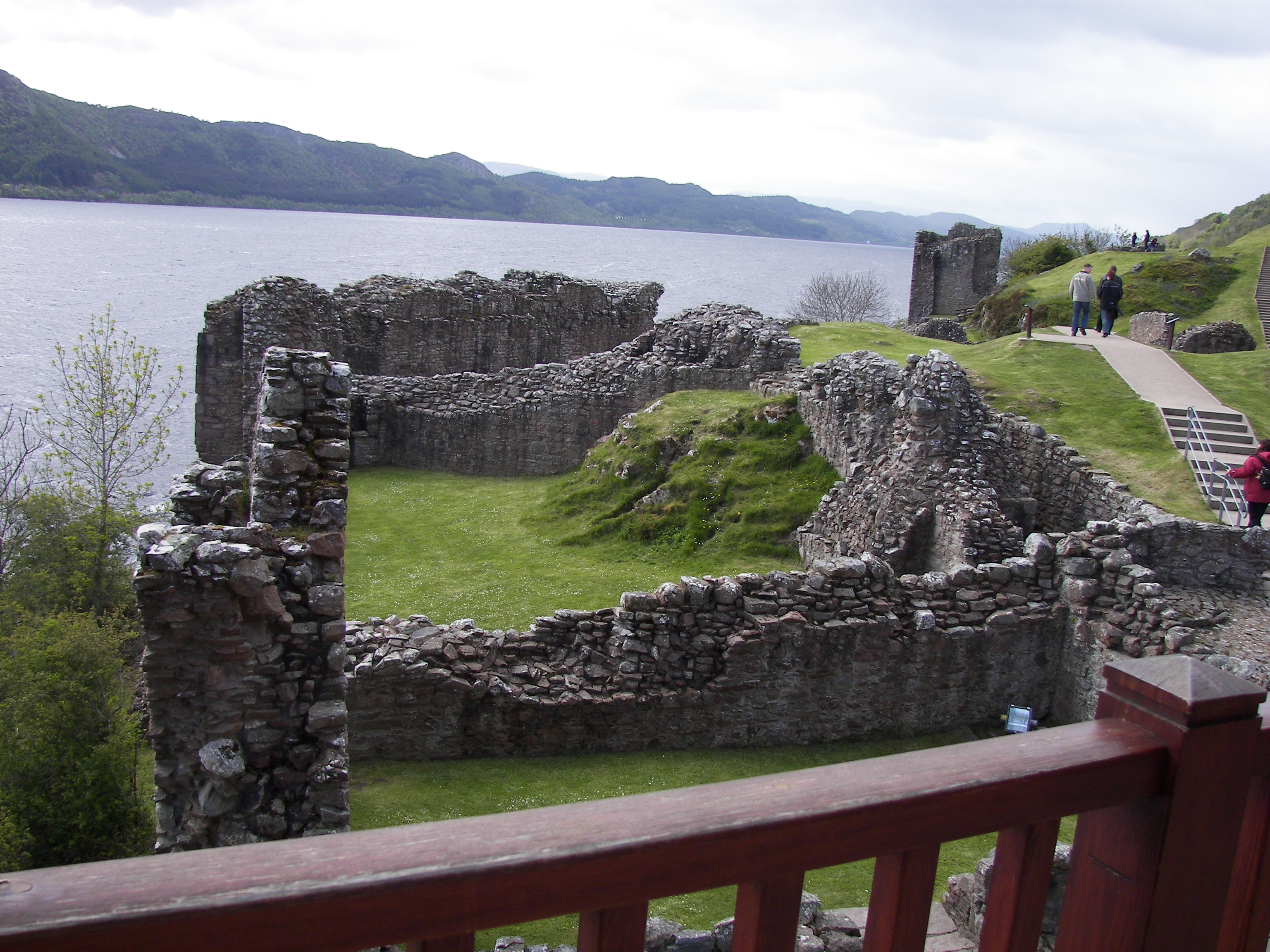
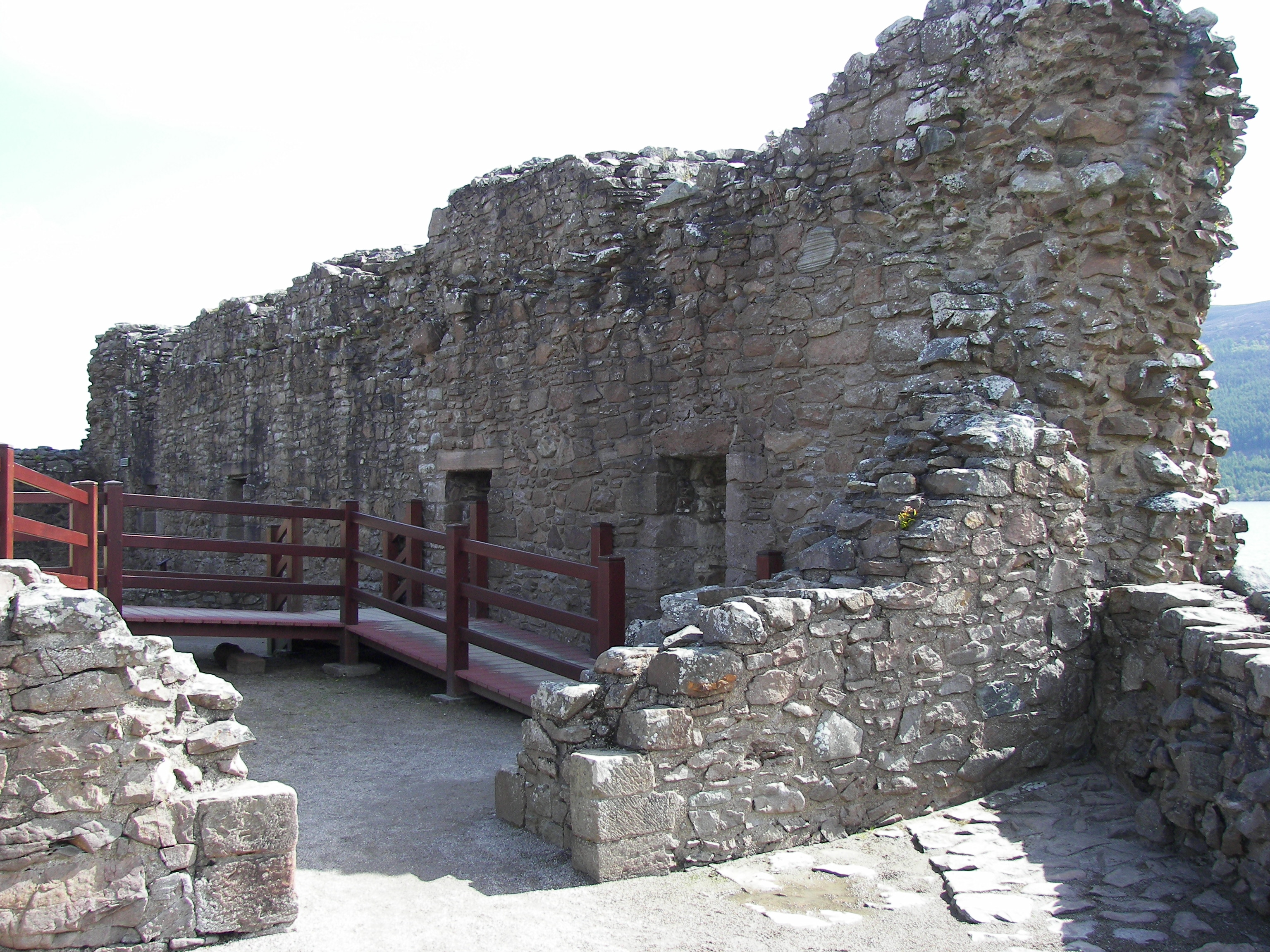
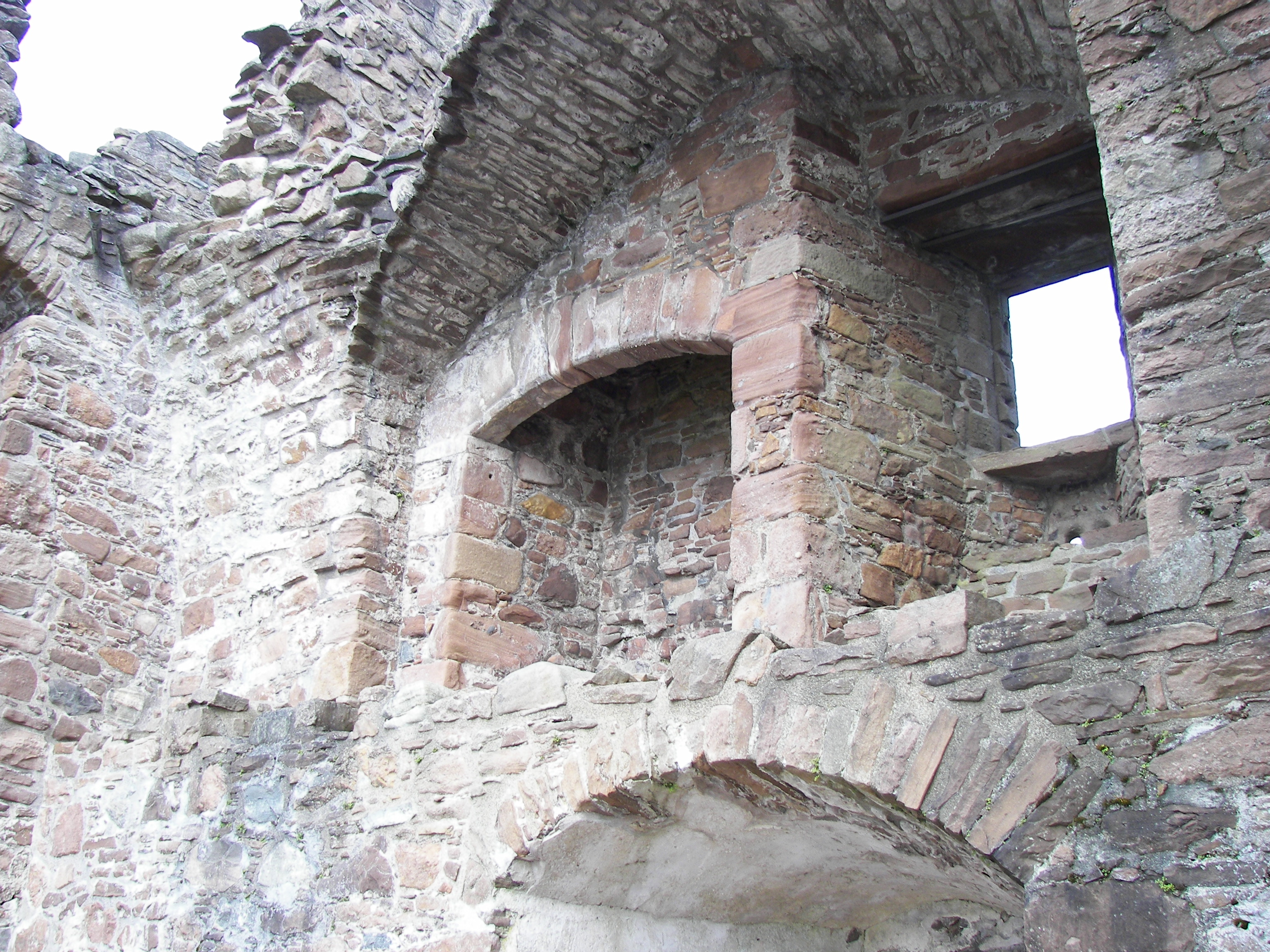
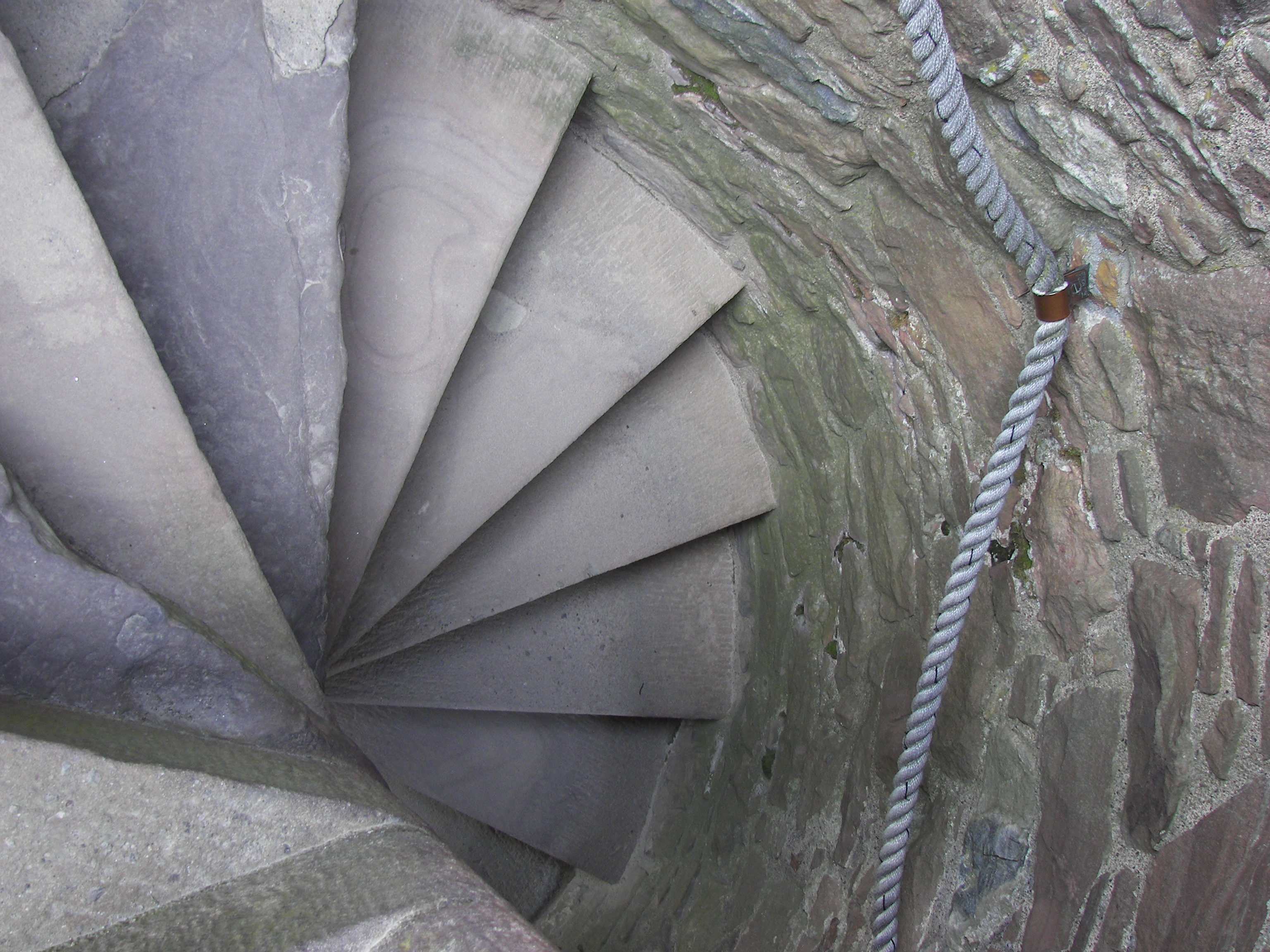